# نالوكسيجيل
نالوكسيجيل (بالإنجليزية: Naloxegol)‏ هو دواء يُستعمل في علاج:
- الإمساك[9]